# Санді-Крік (селище, Нью-Йорк)
Санді-Крік (англ. Sandy Creek) — селище (англ. village) в США, в окрузі Освіго штату Нью-Йорк. Населення — 646 осіб (2020).

## Географія
Санді-Крік розташоване за координатами 43°38′36″ пн. ш. 76°5′11″ зх. д. / 43.64333° пн. ш. 76.08639° зх. д. (43.643367, -76.086316).  За даними Бюро перепису населення США в 2010 році селище мало площу 3,50 км², уся площа — суходіл.

## Демографія
Згідно з переписом 2010 року, у селищі мешкала 771 особа в 309 домогосподарствах у складі 217 родин. Густота населення становила 220 осіб/км².  Було 329 помешкань (94/км²).
Расовий склад населення:
| - 96,9 % — білих - 1,0 % — корінних американців - 0,8 % — азіатів - 0,5 % — чорних або афроамериканців |

До двох чи більше рас належало 0,6 %. Частка іспаномовних становила 2,1 % від усіх жителів.
За віковим діапазоном населення розподілялося таким чином: 25,8 % — особи молодші 18 років, 62,0 % — особи у віці 18—64 років, 12,2 % — особи у віці 65 років та старші. Медіана віку мешканця становила 36,7 року. На 100 осіб жіночої статі у селищі припадало 95,7 чоловіків;  на 100 жінок у віці від 18 років та старших — 88,8 чоловіків також старших 18 років.
Середній дохід на одне домашнє господарство  становив 55 524 долари США (медіана — 47 679), а середній дохід на одну сім'ю — 63 379 доларів (медіана — 53 375). Медіана доходів становила 48 625 доларів для чоловіків та 33 542 долари для жінок. За межею бідності перебувало 20,7 % осіб, у тому числі 28,6 % дітей у віці до 18 років та 3,6 % осіб у віці 65 років та старших.
Цивільне працевлаштоване населення становило 360 осіб. Основні галузі зайнятості: освіта, охорона здоров'я та соціальна допомога — 20,6 %, мистецтво, розваги та відпочинок — 14,2 %, виробництво — 12,5 %, роздрібна торгівля — 12,2 %.